# Patricia Campbell Hearst
Patricia Campbell Hearst, chiamata anche Patty, conosciuta in seguito come Patricia Hearst Shaw (San Francisco, 20 febbraio 1954), è un'attrice e criminale statunitense.

## Biografia

### L'infanzia e gli studi
Nata nello stato di California, fra i suoi avi c’era George Hearst, un ricchissimo imprenditore minerario statunitense e senatore degli Stati Uniti d'America, mentre suo nonno era l'imprenditore dei media William Randolph Hearst. Era la terza di cinque figlie, nata da Apperson Randolph Hearst e Catherine Wood Campbell. Studiò alla Crystal Springs Uplands School a Hillsborough e alla Santa Catalina School (fondata nel 1950) a Monterey. Amica di Patricia Tobin, appartenente alla famiglia che fondò la Hibernia National Bank, in seguito Patty rapinerà una delle banche appartenenti allo stesso gruppo.

### Il rapimento
L'ereditiera diciannovenne fu rapita verso le 21 del 4 febbraio 1974 nel suo appartamento situato a Berkeley, in California, dai membri del Symbionese Liberation Army (Esercito di Liberazione Simbionese), gruppo di guerriglia urbana. Il gruppo, che contava circa una dozzina di membri complessivamente, era già noto per l'omicidio di Marcus Foster, sopraintendente alla scuola di Oakland. Il commando era composto da tre persone, due uomini e una donna, e il rapimento della Hearst avvenne solo dopo il pestaggio del suo fidanzato.
I rapitori si fecero sentire attraverso una loro lettera tre giorni dopo, definendo la ragazza una prigioniera di guerra; allegata al testo c'era una carta di credito di Patty. Fra le condizioni poste vi era quella che tutti i messaggi fossero resi pubblici attraverso i media. Cinque giorni dopo venne richiesto un insolito riscatto, 400 milioni di dollari, che dovevano essere distribuiti fra tutti i bisognosi che si trovavano nelle strade della California (70 dollari per ogni bisognoso, la cifra complessiva venne poi calcolata in base a dati statistici).
I genitori della ragazza risposero entro dieci giorni dalla richiesta, preparando complessivamente 90.000 pacchi da distribuire per il programma denominato "People of Need"; la cifra versata fu di due milioni di dollari. In seguito la richiesta venne ripetuta e nuovamente eseguita; questa volta la spesa si aggirò intorno ai 4 milioni di dollari.
Il giorno 3 aprile la famiglia ricevette un'altra comunicazione (un "communiqué", come definito dai militanti SLA), tramite un nastro registrato con su impressa la voce della donna, che affermava:
(Voce di Patricia Campbell Hearst nel nastro ritrovato il 3 aprile 1974)
La sua prigionia durò 591 giorni.

### Rapinatrice di banche

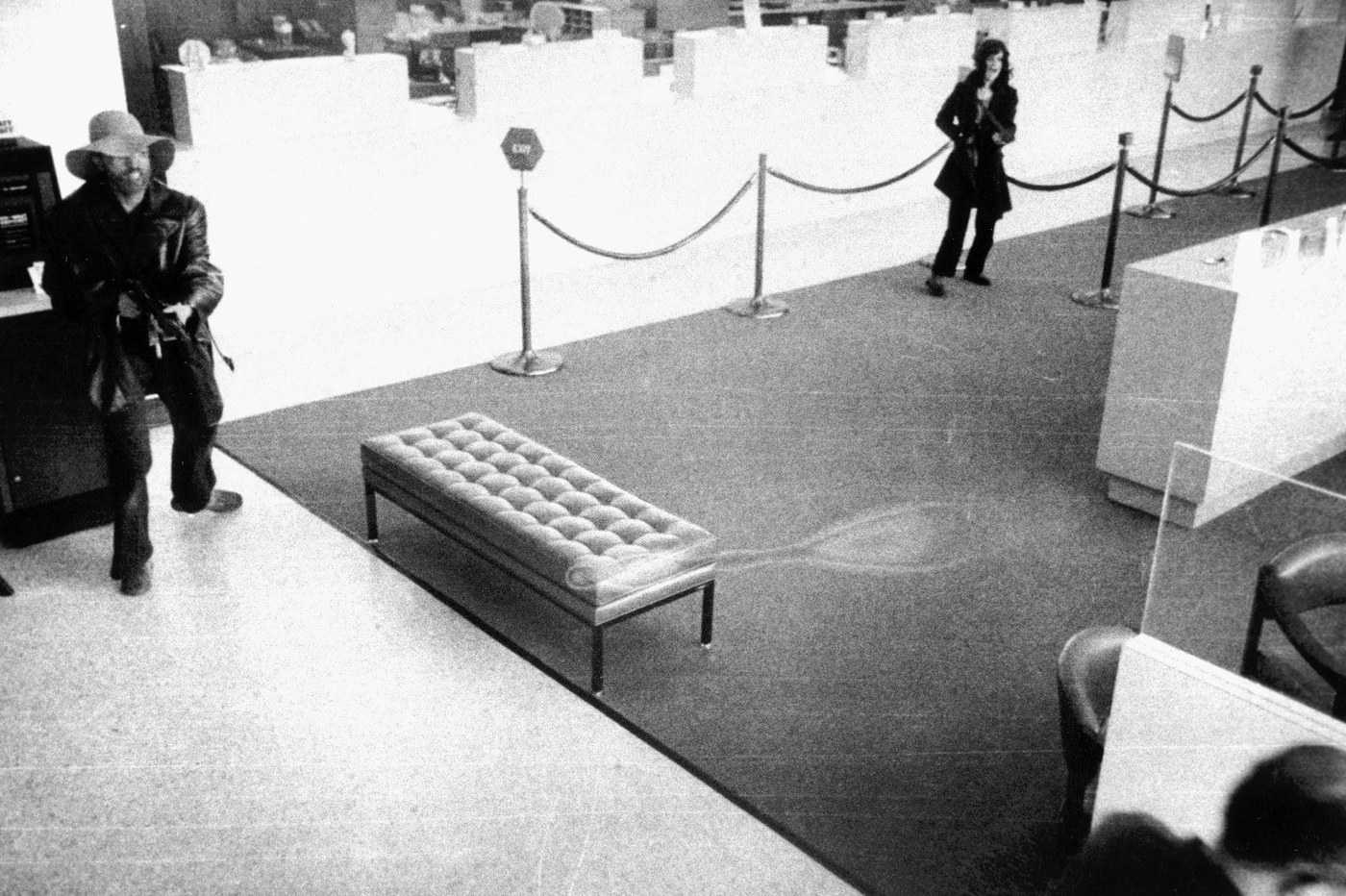
Patty Hearst davanti alla Hibernia bank, aprile 1974

Inizialmente Patty venne tenuta bendata e chiusa in una piccola stanza; strinse poi amicizia con i suoi rapitori e in meno di due mesi aderì alle loro idee, cambiando il proprio nome in Tania (nome preso da Haydée Tamara Bunke Bider, Tania la Guerrigliera) e iniziando la sua carriera come rapinatrice di banche.
La prima rapina avvenne il 15 aprile 1974 alla Hibernia National Bank di San Francisco, nella quale i rapinatori racimolarono più di 10.000 dollari. La donna venne ripresa e riconosciuta durante l'esecuzione del reato e la sua voce fu quella incisa sul nastro che successivamente ricevette la sua famiglia. Il fatto sconvolse l'opinione pubblica, mobilitando il procuratore generale dell'epoca, William Saxbe.
La banda rapinò una banca a Sacramento dove ci furono due feriti, e il Mel Sporting Good's a Los Angeles. In un attacco della polizia condotto il 17 maggio con la collaborazione dell'FBI, sei suoi compagni vennero uccisi, mentre solo tre elementi scamparono all'attacco perché dislocati altrove. In quel tempo il direttore dell'FBI era Clarence Kelley.
Nel 1975 Patty partecipò ad altre rapine che portarono all'uccisione di civili. In particolare, nella Crocker National Bank di Carmichael, nello stato della California, venne uccisa una cliente, la quarantaduenne Myrna Opsahl. Patty non si limitò alle rapine, e fu complice anche in attacchi dinamitardi in cui vennero distrutte alcune auto della polizia. Il 18 settembre 1975, grazie agli agenti dell'FBI, venne catturata dopo 19 mesi di ricerche, insieme alla sua compagna Wendy Yoshimura. L'agente che la catturò fu Charles Bates.

### Il processo e la condanna

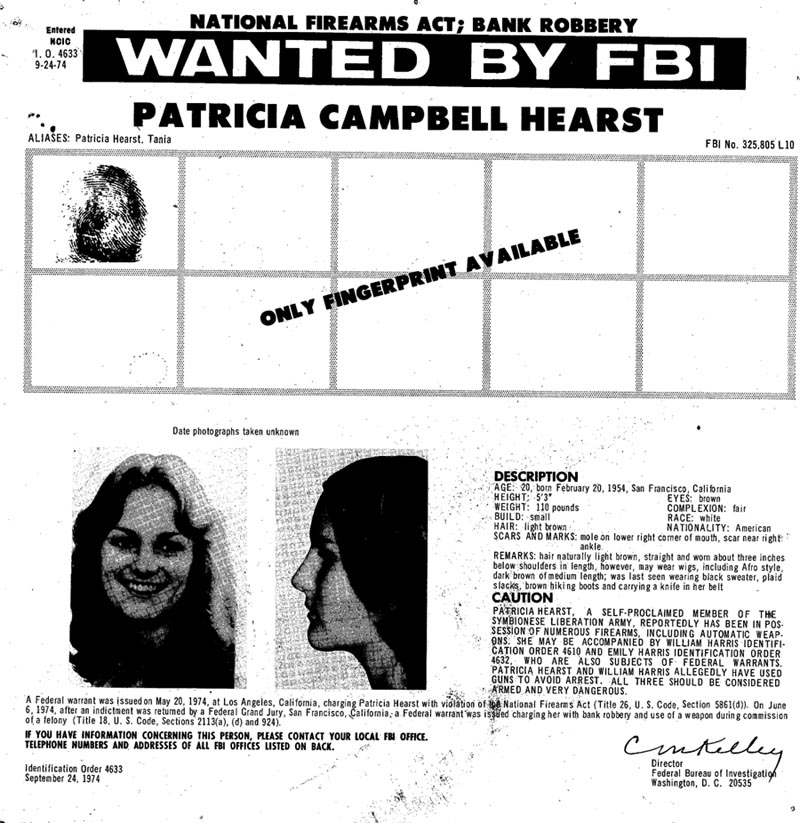
Il 24 settembre 1974 Patricia Hearst comparve nella lista dei ricercati dell'FBI

Durante il processo venne rappresentata dal legale F. Lee Bailey, avvocato che poi verrà radiato dall'albo per reati vari e che successivamente sosterrà un'altra causa famosa, quella della difesa di O. J. Simpson. La difesa ottenne l'intervento di diversi psicologi e psichiatri per comprendere la situazione psicologica della donna dal momento della cattura, sostenendo che durante i mesi di prigionia sarebbe stata sottoposta a una sorta di lavaggio del cervello e invocando il quinto emendamento (dove si prevede che nessun individuo può essere costretto a testimoniare contro di sé). Inoltre cercò di scagionarla dall'omicidio della signora Opshal. I dati raccolti dagli studi dimostrarono come il suo QI fosse passato da 130 a 109, definendo lo stato emotivo della donna come l'equivalente in tempi successivi del disturbo da stress post-traumatico.
A Lee Bailey si opponeva il procuratore James Browning che, basandosi sulle videoregistrazioni effettuate dalle telecamere, dava credito al fatto che Patty avesse realmente sostenuto l'attività del gruppo e avesse avuto più volte l'opportunità di abbandonarlo, rifiutandosi di coglierla.
Dopo aver sentito le parti in causa il giudice decise di rimandare il processo di tre mesi. Furono dunque sentiti gli esperti:
- Louis Joloyn West, autorità nel campo psichiatrico per quanto riguarda la persuasione coercitiva;
- Martin Orne, psichiatra dell'università della Pennsylvania, mai direttamente coinvolto in casi di prigionia di guerra;
- Robert Jay Lifton, professore di psichiatria dell'Università Yale, che definì il caso di Hearst come non convertita al gruppo;
- Joel Fort, medico non psichiatra, che aveva prestato la sua collaborazione in più di 200 casi;
- Harry Kozol, direttore di un ospedale del Massachusetts, esperto di abusi sessuali, che sostenne che Patty avesse scelto liberamente di partecipare all'organizzazione e alle rapine, e affermò nella sua esperienza di non aver mai sentito parlare di un prigioniero di guerra che avesse compiuto atti di guerra contro i suoi ex-compagni[13]. Lee Bailey chiese allora un parere sull'oggettività di tale commento a Nicholas Groth che ricordò alla corte commenti offensivi rivolti da Kozol alla famiglia della donna[13].

Importante fu il suo diario, trovato nell'appartamento dove furono poi arrestati gli Harris. La pena iniziale prevedeva complessivamente 35 anni di prigionia (25 per la rapine alle banche, cui se ne aggiunsero 10 per possesso di armi da fuoco).
La condanna venne in seguito ridotta, prima a sette anni, poi a 22 mesi per via di una grazia concessa dal presidente degli Stati Uniti d'America Jimmy Carter nel 1979. Ronald Reagan, anni dopo, le concesse l'indulto e Bill Clinton nel 2001 fece altrettanto.

### Dopo la scarcerazione e vita privata
Sposatasi con una guardia del corpo di nome Bernard Shaw, la coppia ebbe due figlie:
- Gillian Hearst-Shaw, nata il 3 maggio 1981;
- Lydia Marie Hearst-Shaw, nata il 19 settembre 1984, divenuta attrice e modella.

## Filmografia

### Attrice

#### Cinema
- Cry Baby, regia di John Waters (1990)
- La signora ammazzatutti (Serial Mom), regia di John Waters (1994)
- Tonto + tonto (Bio-dome), regia di Jason Bloom (1996)
- Pecker, regia di John Waters (1998)
- A Dirty Shame, regia di John Waters (2004)
- Un padre in prestito (Second Best), regia di Eric Weber (2004)

#### Televisione
- Veronica Mars – serie TV, episodio 3x08 (2006)

### Film su Patricia Campbell Hearst
È stato girato un film documentario sulla sua vita, Patty - La vera storia di Patty Hearst, diretto da Paul Schrader e interpretato fra gli altri da Ving Rhames che figura come il capo degli SLA. La parte della stessa Patty venne affidata a Natasha Richardson. Il film partecipò all'edizione del 1988 del Festival di Cannes.
La vicenda ha ispirato anche altri film più o meno liberamente ispirati al caso:
- Abduction (aka Patty), (1975), diretto da Joseph Zito.
- Tanya (1976) diretto da Nate Rodgers
- The Secret Life of Patty Hearst (1976), diretto da Ken Camp
- La orca (1976), diretto da Eriprando Visconti
- The Ordeal of Patty Hearst (1979) diretto da Paul Wendkos
- Apocalipsis Sexual (1982), diretto da Sergio Bergonzelli

## Opere
È autrice di un'autobiografia, che si avvale della collaborazione di Alvin Moscow, intitolata Every Secret Thing e scritta nel 1982. Gli autori del film presero spunto da tale opera.